# ダニエル・ジェビソン
ダニエル・ジェビソン（Daniel Jebbison, 2003年7月11日 - ）は、カナダ・オンタリオ州オークビル出身のプロサッカー選手。プレミア・リーグ・プレストン・ノースエンドFC所属。カナダ代表。ポジションはFW。

## 経歴
トロント郊外のオークビル出身。地元のクラブチームのユースで過ごしていたが、2017年に母親の仕事の関係でイギリスに渡り、翌年シェフィールド・ユナイテッドFCと契約。2019年にU-18ユースチームに昇格すると、同ユースリーグデビュー戦でいきなりマルチゴールを達成。2020年に17歳でプロ契約を締結。同時にナショナルリーグ・ノース (6部リーグ)のチョーリーFCへのローン移籍が決定。同チームで2試合に出場し、2021年2月にシェフィールド・ユナイテッドに復帰。復帰後U-23ユースリーグで4ゴールを決め、5月に正式にトップチームに昇格。7日のクリスタル・パレスFC戦でプレミアリーグデビュー。更に16日のエヴァートンFC戦では先発で起用され、前半7分にいきなりプロ初ゴールを決め、リーグ史上最年少となる17歳306日での初先発最年少ゴールを達成。試合もそのまま1-0で勝利。早速ビッグクラブの注目の的となり、同試合の対戦相手のエヴァートンとはじめ、マンチェスター・ユナイテッドFCやアーセナルFC、トッテナム・ホットスパーFC、チェルシーFCに加え、FCバイエルン・ミュンヘンやボルシア・ドルトムントなどが、ジェビソンの獲得を検討していると報じられた。
2024年7月10日、AFCボーンマスに4年契約で移籍した。2024年8月30日、ワトフォードFCにローン移籍。
2025年6月21日、プレストン・ノースエンドFCへシーズン終了までの期間でローン移籍。

## 代表歴
2021年にU-18のイングランド代表に招集されている。
2025年3月10日、カナダへの国籍変更をFIFAに申請した。2025年3月20日、CONCACAFネーションズリーグのメキシコ代表戦でA代表初出場。

## 人物
- 父はジャマイカにルーツを持つカナダ人で、母はイングランド人。